# 8706-os mellékút (Magyarország)
A 8706-os számú mellékút egy valamivel több, mint 5 kilométer hosszú, négy számjegyű országos közút Vas vármegye területén; Nemesrempehollóst köti össze a nyugati szomszédjában fekvő Egyházasrádóccal és a 86-os főúttal.

## Nyomvonala
A 8705-ös útból ágazik ki, annak a 4+350-es kilométerszelvénye közelében, Nemesrempehollós belterületének déli részén, nagyjából nyugati irányban. Alig 300 méter után elhagyja a község utolsó házait, és még a 900-as méterszelvénye előtt átlépi Egyházasrádóc keleti határát. Jobbára lakatlan mezőgazdasági területek között folytatódik, kisebb-nagyobb irányváltásoktól eltekintve ezután is nyugat felé.
A 4. kilométere táján éri el e község keleti szélét, ott a Petőfi Sándor utca nevet veszi fel, majd a 4+750-es kilométerszelvénye közelében keresztezi a 86-os főutat, amely ott nem sokkal a 63. kilométere után jár. Vashídmellék utca néven folytatódik, az ötödik kilométerét elhagyva elhalad a Szombathely–Szentgotthárd-vasútvonal hídja alatt, majd északnyugatnak fordul és a település központjában egy kereszteződéshez érve véget is ér. Ugyanebbe a kereszteződésbe délnyugat felől betorkollva ér véget a 8722-es út, északkelet felé pedig a 87 311-es számú mellékút ágazik ki, Egyházasrádóc vasútállomás felé.
Teljes hossza, az országos közutak térképes nyilvántartását szolgáló kira.gov.hu adatbázisa szerint 5,302 kilométer.

## Települések az út mentén
- Nemesrempehollós
- Egyházasrádóc